# Marielle de Sarnez

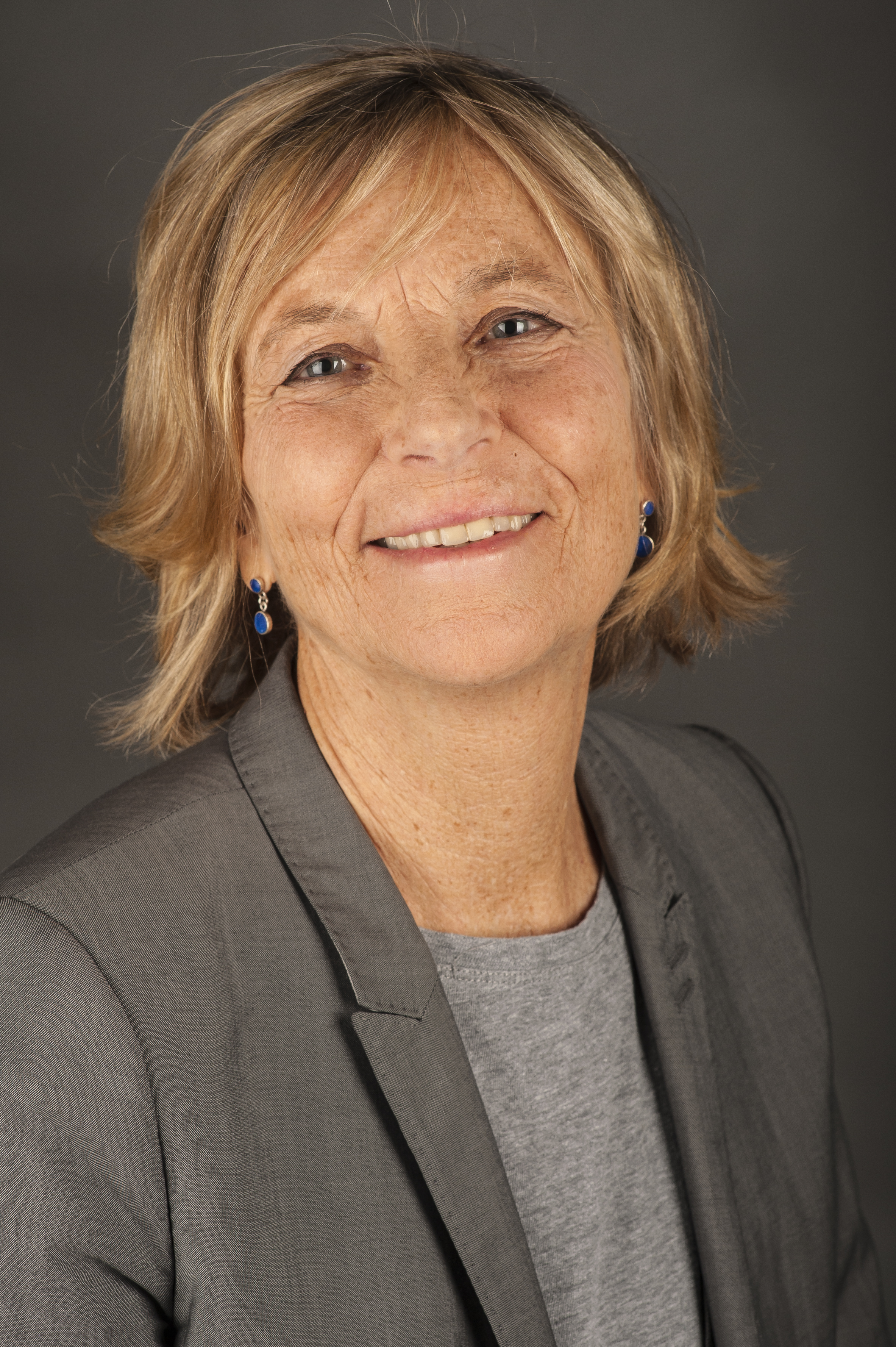
Sarnez in 2014

Marielle Lebel de Sarnez (Parijs, 27 maart 1951 - Parijs, 13 januari 2021) was een Frans politica. Sinds 2017 was ze minister van Europese Zaken in de regering-Philippe I.

## Levensloop
Marielle de Sarnez is een dochter van de weerstander en parlementslid Olivier de Sarnez.
Na haar baccalaureaat te hebben behaald, oefende ze verschillende bescheiden beroepen uit.
Ze trouwde met Philippe Augier, met wie ze twee kinderen heeft en van wie ze gescheiden is.
In 1974 steunde ze de kandidatuur van Valéry Giscard d'Estaing. Ze nam deel in 1974 aan de oprichting van de centrumpartij UDF en was mee aan de leiding van de Jeunes Giscardiens.
Ze werkte voor leiders van de UDF, achtereenvolgens Jean Lecanuet, Simone Veil en Raymond Barre, en werd secretaris-generaal van de staten-generaal van de oppositie in 1989.
Van 1993 tot 1997 was ze adviseur en daarna kabinetsdirecteur voor François Bayrou in het ministerie van Onderwijs en is sindsdien de rechterarm van Bayrou gebleven. In 1997-1998 was ze secretaris-generaal van de groep UDF in het parlement.
In 2006 werd ze verkozen tot voorzitter van de UDF voor de federatie Parijs. In 2007 en 2012 was ze campagnedirecteur voor de presidentskandidaat François Bayrou. In 2007 was ze medestichter en vicevoorzitter van de centrumpartij Mouvement démocrate (MoDem). In 2008 werd ze voorzitter van de Parijse afdeling.
In 1999 werd ze verkozen tot Europees Parlementslid en was in 2004 medestichter van de Parti démocrate européen, waarvan ze sinds 2009 de secretaris-generaal is. Ze werd steeds herkozen, laatst in 2014.
In 2001 werd ze verkozen tot gemeenteraadslid van Parijs op de lijst die aangevoerd werd door Philippe Séguin.
In oktober 2007 was ze de enige verkozene in de Parijse gemeenteraad voor de MoDem. Ze blonk uit door haar afwezigheid en nam ontslag in 2010, vanwege de moeilijkheid van de cumul met haar Europees mandaat. In 2013 verklaarde ze zich kandidate voor het burgemeesterschap van Parijs, maar sloot een akkoord met de UMP-kandidate Nathalie Kosciusko-Morizet en werd als gemeenteraadslid verkozen.
In 2007 was ze kandidaat bij de wetgevende verkiezingen, maar werd niet verkozen. Voor de regionale verkiezingen in 2015 stond ze symbolisch op de lijst aangevoerd door Valérie Pécresse.
In 2016 steunde ze Alain Juppé voor de presidentsverkiezingen. Daarna volgde ze Bayrou in de steun aan Emmanuel Macron.

## Minister van Europese Zaken

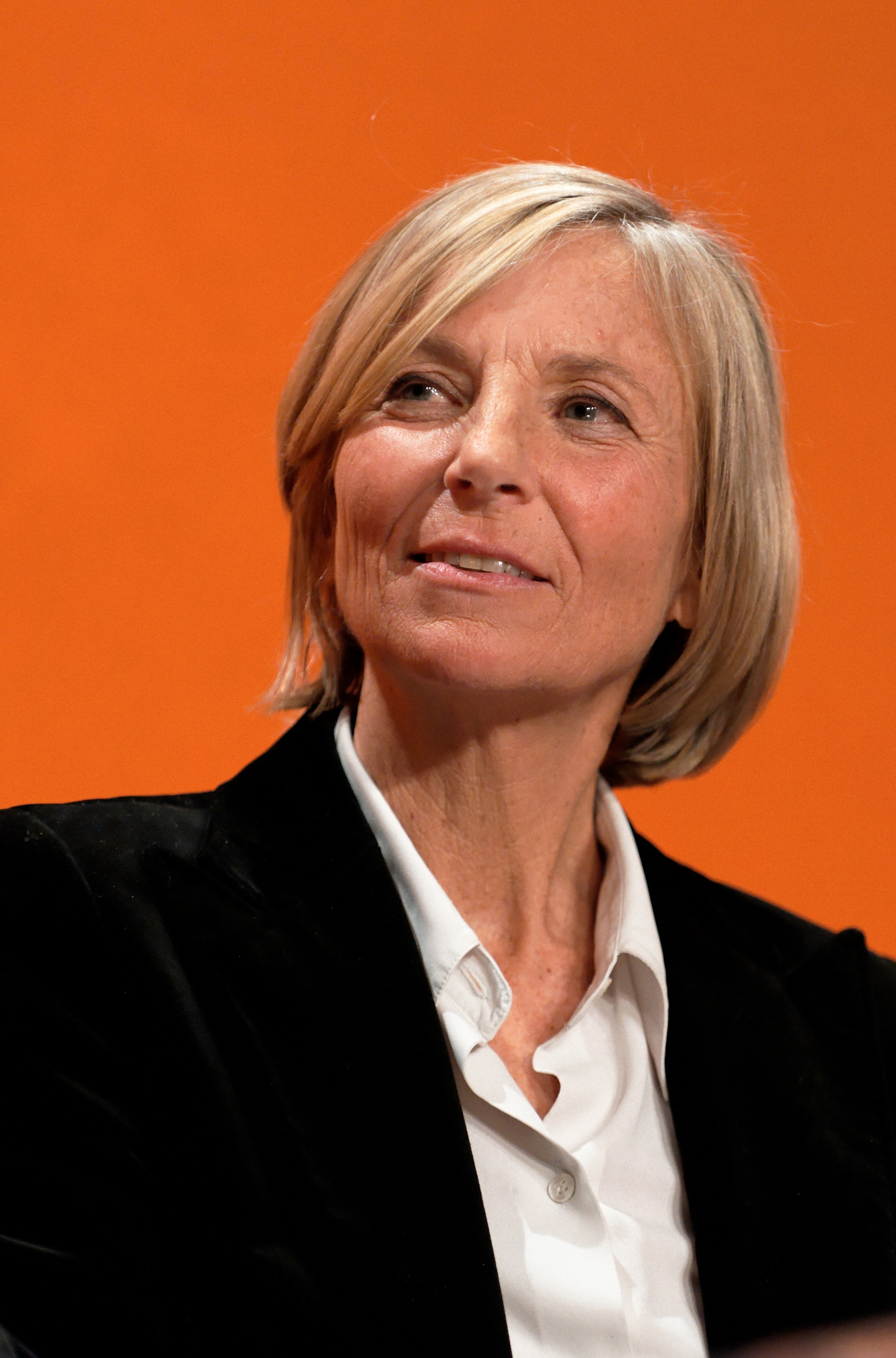
de Sarnez in 2008

Op 17 mei 2017 werd ze minister van Europese Zaken in de regering-Philippe I, bij de minister van staat, minister van Buitenlandse Zaken Jean-Yves Le Drian.
Voor de wetgevende verkiezingen van juni 2017 was ze kandidaat in Parijs. De plaatselijke partijverantwoordelijken van de MoDem waren niet enthousiast over deze kandidatuur, omdat ze maar weinig activiteit in Parijs had ontwikkeld, niet graag gezien was door de militanten en al vier Europese mandaten achter zich had. Niettemin werd ze op 18 juni 2017 met 63,51 % van de stemmen verkozen tot lid van het parlement in haar Parijse kiesomschrijving.

## Stellingnamen
In 2008 ondertekende ze samen met zestien politici het Appel du 14 février dat oproept tot republikeinse waakzaamheid.
In 2013 verzette ze zich samen met Sylvie Goulard, Corinne Lepage en alle socialistische, communistische en groene Europarlementsleden tegen de resolutie van de Europese Volkspartij die - met succes - het rapport-Estrela verwierp, betreffende seksuele en genetische rechten.

## Publicaties
- Féminin singulier, Parijs, Plon, 2008.
- Petit dictionnaire pour faire aimer l'Europe, Parijs,  Grasset et Fasquelle,
- (samen met Sandro Gozi) L'Urgence européenne, Parijs, Éditions Thaddée, 2014

## Voetnota
1. ↑  Over Marielle de Sarnez. Gearchiveerd op 14 juni 2018.

- Bibliothèque nationale de France: cb156196525 (data)
- Gemeinsame Normdatei: 13699251X
- International Standard Name Identifier: 0000 0000 5522 1629
- Library of Congress Control Number: n2008063947
- Istituto Centrale per il Catalogo Unico: PALV068761
- Système universitaire de documentation: 124205674
- Virtual International Authority File: 334673
- WorldCat: E39PBJgmR6cwdCc4vhct769dQq